# Декларация независимости киберпространства

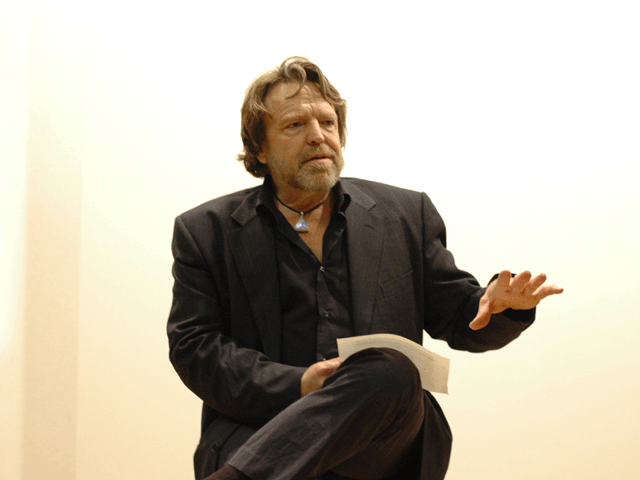
Джон Барлоу во время десятилетия Декларации независимости киберпространства

Декларация независимости киберпространства — программный документ американского либертарианца Джона Барлоу, опубликованный в 1996 году как протест на телекоммуникационный акт (Акт о благопристойности коммуникаций), подписанный президентом США Биллом Клинтоном.

## Содержание
Декларация независимости киберпространства вышла из-под пера Джона Барлоу как ответ на попытку правительства США де факто ввести цензуру во всемирной сети. В ней Барлоу высказал радикальное неприятие ограничений на свободу самовыражения в интернете. Что касается формы, в которой были сформулированы эти тезисы, то Барлоу сознательно пошёл на использование весьма жёсткой и яркой риторики, которая была немедленно переведена на десятки языков планеты и воспроизведена на огромном количестве интернет-площадок. Замысел Барлоу заключался в том, чтобы продемонстрировать, насколько легко могли распространяться по каналам интернета любые изречения, которые были неприемлемы в официальном дискурсе и в повестке ведущих масс-медиа. После публикации стало очевидно, что в случае привычных средств массовой коммуникации (газет, телепрограмм, печатных изданий) государственная бюрократия ещё способна установить ограничения на распространение «крамольных» идей, то в глобальной паутине она бессильна, ибо ризоморфность телекоммуникационной природы интернета определяет присущую ему устойчивость против любых попыток регламентировать, изъять или изолировать какой-либо информационный контент в сети.
Иногда проводится аналогия между Декларацией независимости киберпространства и Декларацией независимости США 1776 года. Своим непримиримым тоном она декларирует уникальность и независимость возникших в виртуальной среде этики, культуры, а также писаных и неписаных правил. Её краеугольным камнем стало провозглашение независимости и неподвластности киберпространства влиянию национальных администраций и правительств. Основой этой независимости была заявлена экзистенциальная чуждость информационной среды, которую невозможно встроить в традиционные социальные рамки и стереотипы: онтологически киберпространство не имеет физической сути и поэтому не подчиняется закономерностям материального мира. В некотором роде его можно назвать «оффшорной зоной свободы», так как в его пределах отсутствует аппарат принуждения и наказания.
Два десятилетия спустя, в 2017 году было признано, что идеи Барлоу близки к своему воплощению. Неограниченная свобода в интернете получила высокую степень реализации благодаря его стремительному расширению и возникновению зашифрованных сетей. По мнению специалистов по компьютерной безопасности на заре XXI века экспоненциальное возрастание количества узлов мировой сети и огромное число приватных подсетей само по себе гарантирует невозможность установить над ними административный контроль. В дополнение к этому стремительное усовершенствование методов компьютерной криптографии не даёт возможности государственным инстанциям поставить по власть закона просторы виртуальных пространств. Фактически они превратились в серую зону между публичной и приватной сферами жизни, а колоссальные объёмы данных, которые циркулируют по ним просто невозможно отследить, отфильтровать и обработать.
Нельзя упускать из виду, что мировоззрение Барлоу завоевало себе много последователей и апологетов (Дэвид Джонсон, Дэвид Пост), которые развивали его в более рациональном направлении, тем не менее, не пытаясь покинуть пределы либертарианской идеологии. По их мнению, вопросы юрисдикции интернета требуют разграничения материального и виртуального пространств с учреждением в последнем законодательства и специальных надзорных органов.